# Lentrance
Lentrance（レントランス）とは、株式会社Lentranceが開発しているEPUB3対応の教科書・教材向けの電子書籍ビューアである。

## 概要
「Lentrance」は、デジタル教科書や教材用向けのEPUB3ビューアとして、高度な表現力を兼ね備えるビューアである。
各種教材の複雑な表現（縦書き、数式、漢文、画像回り込み等）への対応に加え、教材紙面そのものの“固定レイアウト表示”と“ハイブリッド表示”を実現している。
ブランド名称の「Lentrance」は、「Learning」と「Entrance」を組み合わせた造語。教科書向けレイアウト機能の強化、特別支援学校向け教材に対応した機能拡張などを行っているという。
現在、Windows 7、8、10およびiPad向けのiOSに対応している。
平成28年4月1日に施行された「障害者差別解消法」に配慮し、音声の埋め込みやテキスト情報の読み上げにも対応している。

## 採用企業
- 図書印刷[3]
- 東京書籍[4]
- 桐原書店[5]
- 教育図書[6]

## 受賞
- 2021年 - PM Award（特別賞「NISSAY IT アカデミー賞」）[7]

## 参照
1. 1 2 3 4 5 6  株式会社Lentrance 第7期決算公告
2. 1 2  教育分野に特化したACCESSの新ブランド「Lentrance」、教材のデジタル化に自信 - ITmedia eBook USER・2015年9月18日
3. ↑  【材料】ACCESS---急反発、「Lentrance Creator」が図書印に採用 - Kabutan・2015年10月21日
4. ↑  東京書籍、「Lentrance」をデジタル教科書プラットフォームに採用 - Resemom・2015年11月11日
5. ↑  桐原書店に、デジタル版教科書・教材用ビューア「Lentrance Reader」が採用 - PR TIMES・2016年2月23日
6. ↑  教育図書に、デジタル版教科書・教材用ビューア「Lentrance Reader」が採用 - PR TIMES・2016年3月9日
7. ↑  日本の卓越したプロジェクトを表彰する「PM Award 2021」最優秀プロジェクト賞はNTTデータのSDGsプロジェクトに決定！ PMI日本支部－PRTimes